# Rock Creek (Minnesota)
Rock Creek é uma cidade localizada no estado americano de Minnesota, no Condado de Pine.

## Demografia
Segundo o censo americano de 2000, a sua população era de 1119 habitantes.
Em 2006, foi estimada uma população de 1362, um aumento de 243 (21.7%).

## Geografia
De acordo com o United States Census Bureau tem uma área de
112,2 km², dos quais 111,3 km² cobertos por terra e 0,9 km² cobertos por água.

## Localidades na vizinhança
O diagrama seguinte representa as localidades num raio de 20 km ao redor de Rock Creek.